# 卡米揚西卡斯洛博達
52°15′58″N 33°17′46″E / 52.26611°N 33.29611°E
卡米揚西卡斯洛博達（烏克蘭語：Кам'янська Слобода），是烏克蘭的村落，位於該國北部切爾尼戈夫州，由諾夫哥羅德-謝韋爾斯基區負責管轄，始建於1672年，面積1.55平方公里，海拔高度138米，2001年人口410，人口密度每平方公里264.5人。